# Recilia trifasciatus
Recilia trifasciatus là loài côn trùng thuộc họ Cicadellidae, bộ Cánh nửa. Loài này được Lindberg miên tả năm 1954.